# Kool & The Gang (álbum de Kool & the Gang)
Kool and the Gang es el álbum de estudio debut homónimo de la banda de funk Kool & the Gang. El álbum fue lanzado el 1 de marzo de 1969, y figura en la lista de álbumes de Billboard R&B en el puesto 43.

## Listado de canciones
De-Lite Records – DE-2003:

| Side one |                        |          |  |
| N.º      | Título                 | Duración |  |
| 1.       | «Kool & The Gang»      | 2:54     |  |
| 2.       | «Breeze & Soul»        | 5:29     |  |
| 3.       | «Chocolate Buttermilk» | 2:14     |  |
| 4.       | «Sea of Tranquility»   | 3:34     |  |

| Side two |                         |          |  |
| N.º      | Título                  | Duración |  |
| 1.       | «Give It Up»            | 3:40     |  |
| 2.       | «Since I Lost My Baby»  | 2:08     |  |
| 3.       | «Kool's Back Again»     | 2:48     |  |
| 4.       | «The Gang's Back Again» | 2:46     |  |
| 5.       | «Raw Hamburger»         | 3:36     |  |

| CD release bonus track |                                |          |  |
| N.º                    | Título                         | Duración |  |
| 10.                    | «Let The Music Take Your Mind» | 2:58     |  |

## Créditos
- Dennis "D.T." Thomas – saxofón alto, flauta, percusión, voz
- Khalis Bayyan - saxofones tenor y soprano, flauta alta, voz
- Robert "Spike" Mickens - trompeta, cuerno de la guitarra, voz
- Claydes Smith - guitarras
- Woody Sparrow - guitarras
- Ricky West - teclados, piano, voz
- Robert "Kool" Bell - bajo, voz
- George "Funky" Brown - batería, percusión, voz

## Sencillos
- "Kool & The Gang"/"Raw Hamburger" (#19 R&B/#59 pop)
- "The Gang's Back Again"/"Kool's Back Again" (#37/#85)
- "Let the Music Take Your Mind"/"Chocolate Buttermilk" (#19/#78)